# Астрагал камнеломный
Астрага́л камнело́мный, или Астрага́л скали́стый, или Астрага́л ска́льный (лат. Astragalus rupifragus) — многолетнее травянистое растение; вид рода Астрагал (Astragalus) семейства Бобовые (Fabaceae).

## Ботаническое описание

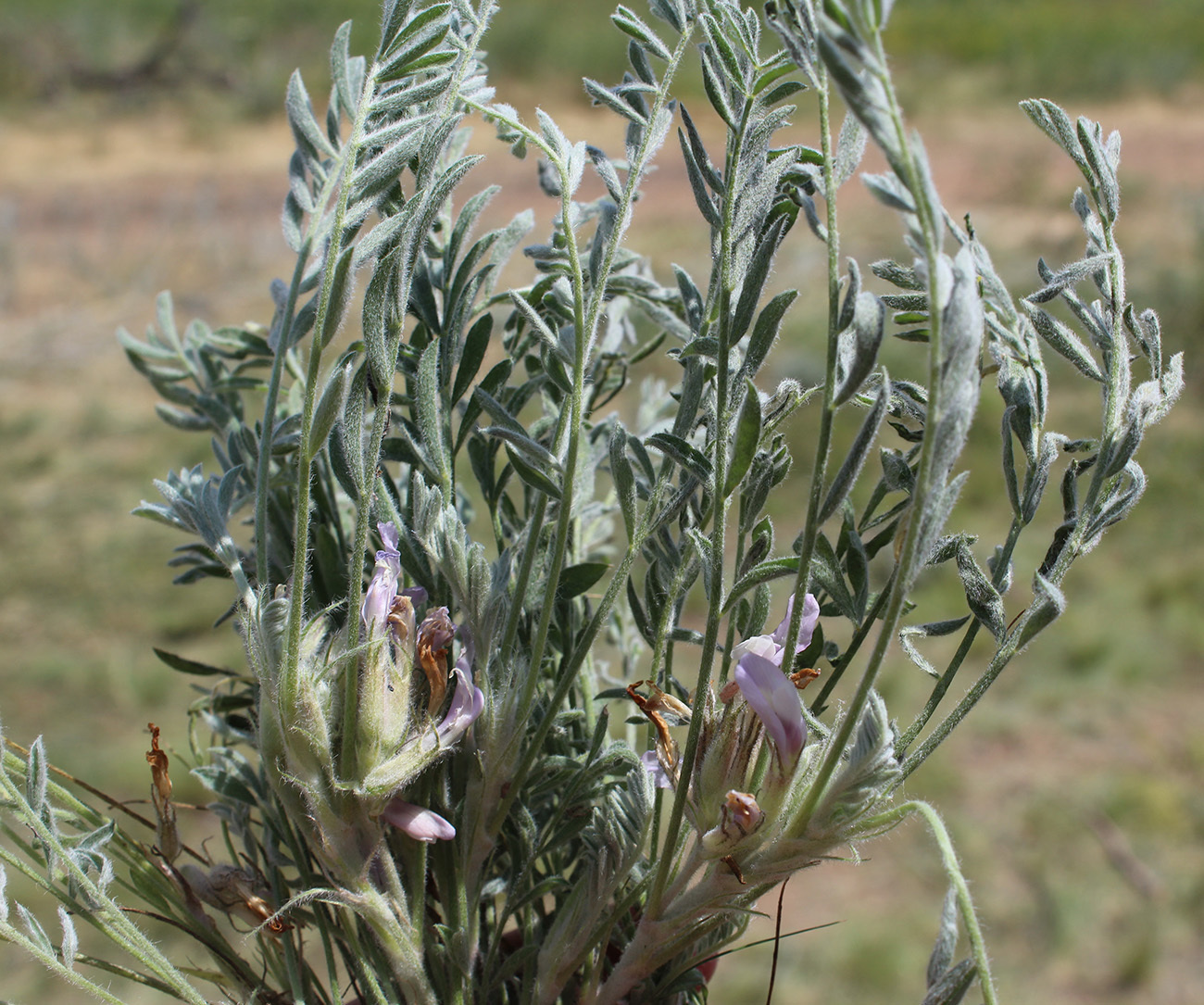

Корень многоглавый, выпускающий значительное число укороченных деревянистых ветвистых побегов, одетых в верхней части отмершими остатками листовых черешков. Все надземные части растения беловатые или сероватые от более или менее густого покрова из отстоящих 2-конечных белых волосков; на прилистниках, прицветниках и чашечке с примесью чёрных. Стебли укороченные, 0,5—5 см длиной, в более или менее значительном числе, раскинутые или отчасти прямостоячие, вместе с листьями образующие небольшие дерновинки. Прилистники ланцетовидные, 4—6 мм длиной. Листья 3—6 см длиной на черешках короче перистой пластинки. Листочки в числе 6—12 пар, продолговато-эллиптические, коротко-заостренные, 5—10 (реже до 15) мм длиной и 2—3 мм шириной. Цветы в количестве 4—8 на коротких (2 мм) цветоножках в негустых укороченных (2—4 см длиной) кистях, расположенных на коротких (обычно короче листьев) цветоносах или же почти сидячих при основании листьев. Прицветники ланцетовидно-линейные или линейные, 5—8 мм длиной. Чашечка с немного вздутой, продолговато-яйцевидной, при плодах разрывающейся трубкой, на одну треть или немного более (реже почти до половины), надрезанная на линейно-шиловидные зубцы, вместе с которыми она 14—16 мм длиной. Венчик светло-лиловый; флаг продолговато-эллиптический, к основанию клиновидно суженный, на верхушке выемчатый, 20—27 мм длиной и 7—10 шириной. Крылья продолговатые, на кончике слегка вырезанные, 18—20 мм длиной и около 2,5 мм шириной; лодочка 17—18 мм длиной и 3-3,5 мм шириной, на ноготках, равно как и крылья, почти в 1,5 раза более длинных, чем пластинки. Завязь волосистая, с 10—15 семяпочками. Боб на короткой (2 мм) ножке, трёхгранно-овальный, 14 мм длиной и 7 мм шириной.

## Распространение
Восточноевропейско-западноазиатский горностепной вид.
- в России: Западная Сибирь, Татарстан, Волжско-Камский край, Тюменская область.
- в мире: юг Восточной Европы, в Крыму и Казахстане[3].

## Значение и применение
На одном растении образуется в среднем за период цветения около 62 цветков, выделяющих 60,43 мг бледно-жёлтой пыльцы. Пыльцевая продуктивность колеблется от 0,048 до 0,174 кг/га.

## Охранный статус

### В России
В России вид входит в Красные книги нескольких субъектов Российской Федерации: республики Башкортостан и Татарстан, Воронежская и Тюменская области.
Растёт на территории нескольких особо охраняемых природных территорий России.

### На Украине
Решением Луганского областного совета № 32/21 от 03.12.2009 г. входит в «Список регионально редких растений Луганской области».